# Motor Barnauł
HK Motor Barnauł (ros. ХК Мотор Барнаул) – rosyjski klub hokejowy z siedzibą w Barnaule.

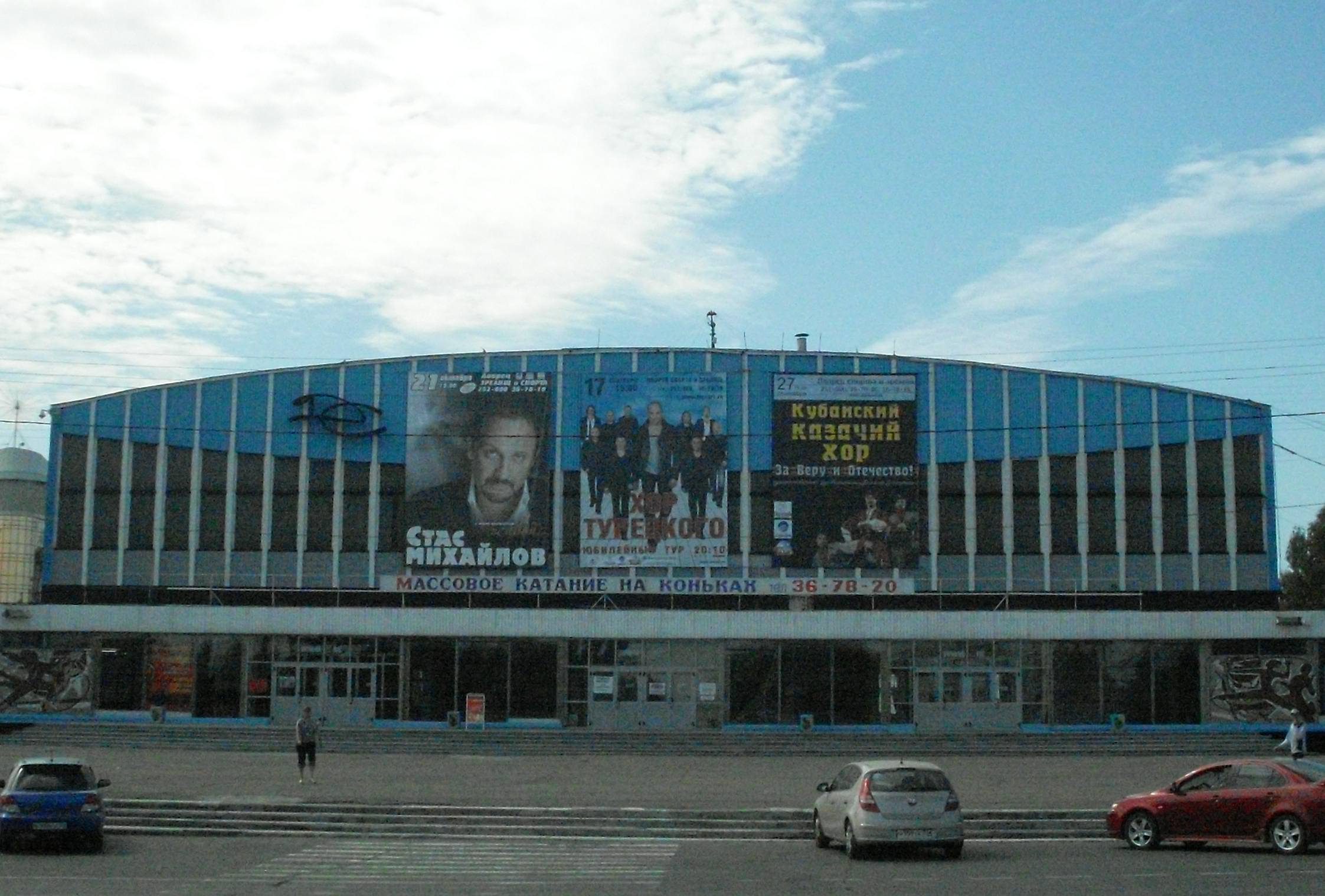
Lodowisko klubu

Klub został założony w 1959, kontynuując tradycje założonego w 1954 Spartaka Barnauł. Drużyna Motoru występowała w drugoligowych rozgrywkach rosyjskich Wysszaja Liga. Został zlikwidowany w 2006, a jego tradycje podjął miejscowy klub Ałtaj Barnauł.